# Campeonato Asiático de Futsal 2003
El Campeonato Asiático de Futsal 2003 se jugó en dos ciudades de Irán del 27 de julio al 5 de agosto y contó con la participación de 18 selecciones mayores de Asia, tres más que en la edición anterior.
El anfitrión Irán venció en la final a Japón para ganar su quinto título continental de manera conscutiva.

## Fase de grupos

### Grupo A
| País      | G | E | P | GF | GC | Pts |
| --------- | - | - | - | -- | -- | --- |
| Japón     | 3 | 0 | 0 | 23 | 1  | 9   |
| Kuwait    | 2 | 0 | 1 | 23 | 13 | 6   |
| Palestina | 1 | 0 | 2 | 16 | 15 | 3   |
| Macao     | 0 | 0 | 3 | 2  | 35 | 0   |

| Equipo 1  | Resultado | Equipo 2  |
| --------- | --------- | --------- |
| Japón     | 4-0       | Palestina |
| Macao     | 1-12      | Kuwait    |
| Kuwait    | 11-7      | Palestina |
| Japón     | 14-1      | Macao     |
| Kuwait    | 0-5       | Japón     |
| Palestina | 9-0       | Macao     |

### Grupo B
| País          | G                  | E                  | P                  | GF                 | GC                 | Pts                |
| ------------- | ------------------ | ------------------ | ------------------ | ------------------ | ------------------ | ------------------ |
| Corea del Sur | 3                  | 0                  | 0                  | 18                 | 10                 | 9                  |
| China Taipéi  | 2                  | 0                  | 1                  | 14                 | 14                 | 6                  |
| Hong Kong     | 1                  | 0                  | 2                  | 13                 | 15                 | 3                  |
| Indonesia     | 0                  | 0                  | 3                  | 14                 | 20                 | 0                  |
| Brunéi        | Abandonó el torneo | Abandonó el torneo | Abandonó el torneo | Abandonó el torneo | Abandonó el torneo | Abandonó el torneo |

| Equipo 1      | Resultado | Equipo 2      |
| ------------- | --------- | ------------- |
| Corea del Sur | 5-2       | Hong Kong     |
| Indonesia     | 4-6       | Corea del Sur |
| China Taipéi  | 4-3       | Hong Kong     |
| Indonesia     | 4-6       | China Taipéi  |
| Hong Kong     | 8-6       | Indonesia     |
| Corea del Sur | 7-4       | China Taipéi  |

### Grupo C
| País       | G | E | P | GF | GC | Pts |
| ---------- | - | - | - | -- | -- | --- |
| Irán       | 3 | 0 | 0 | 37 | 5  | 9   |
| Kirguistán | 2 | 0 | 1 | 15 | 16 | 6   |
| Líbano     | 1 | 0 | 2 | 8  | 23 | 3   |
| China      | 0 | 0 | 3 | 9  | 25 | 0   |

| Equipo 1   | Resultado | Equipo 2   |
| ---------- | --------- | ---------- |
| Irán       | 15-2      | Líbano     |
| China      | 4-9       | Kirguistán |
| Líbano     | 4-3       | China      |
| Kirguistán | 1-10      | Irán       |
| Irán       | 12-2      | China      |
| Kirguistán | 5-2       | Líbano     |

### Grupo D
| País         | G                  | E                  | P                  | GF                 | GC                 | Pts                |
| ------------ | ------------------ | ------------------ | ------------------ | ------------------ | ------------------ | ------------------ |
| Tailandia    | 3                  | 0                  | 0                  | 11                 | 1                  | 9                  |
| Uzbekistán   | 2                  | 0                  | 1                  | 10                 | 5                  | 6                  |
| Irak         | 1                  | 0                  | 2                  | 12                 | 10                 | 3                  |
| Malasia      | 0                  | 0                  | 3                  | 3                  | 20                 | 0                  |
| Turkmenistán | Abandonó el torneo | Abandonó el torneo | Abandonó el torneo | Abandonó el torneo | Abandonó el torneo | Abandonó el torneo |

| Equipo 1   | Resultado | Equipo 2   |
| ---------- | --------- | ---------- |
| Tailandia  | 3-1       | Irak       |
| Malasia    | 0-7       | Tailandia  |
| Irak       | 3-5       | Uzbekistán |
| Uzbekistán | 0-1       | Tailandia  |
| Irak       | 8-2       | Malasia    |
| Malasia    | 1-5       | Uzbekistán |

## Fase final
|  | Cuartos de final | Cuartos de final |           |       | Semifinales | Semifinales |  |       | Final       | Final       |  |
|  | 3 de agosto      | 3 de agosto      |           |       | 4 de agosto | 4 de agosto |  |       | 5 de agosto | 5 de agosto |  |
|  |                  |                  |           |       |             |             |  |       |             |             |  |
|  |                  |                  |           |       |             |             |  |       |             |             |  |
|  | China Taipéi     | 0                |           |       |             |             |  |       |             |             |  |
|  | China Taipéi     | 0                |           |       |             |             |  |       |             |             |  |
|  | Japón            | 7                |           |       |             |             |  |       |             |             |  |
|  | Japón            | 7                |           | Japón | 3           |             |  |       |             |             |  |
|  |                  |                  |           | Japón | 3           |             |  |       |             |             |  |
|  |                  |                  | Tailandia | 2     |             |             |  |       |             |             |  |
|  | Kirguistán       | 1                | Tailandia | 2     |             |             |  |       |             |             |  |
|  | Kirguistán       | 1                |           |       |             |             |  |       |             |             |  |
|  | Tailandia        | 2                |           |       |             |             |  |       |             |             |  |
|  | Tailandia        | 2                |           |       |             |             |  | Japón | 4           |             |  |
|  |                  |                  |           |       |             |             |  | Japón | 4           |             |  |
|  |                  |                  | Irán      | 6     |             |             |  |       |             |             |  |
|  | Irán             | 7                | Irán      | 6     |             |             |  |       |             |             |  |
|  | Irán             | 7                |           |       |             |             |  |       |             |             |  |
|  | Uzbekistán       | 2                |           |       |             |             |  |       |             |             |  |
|  | Uzbekistán       | 2                |           | Irán  | 10          |             |  |       |             |             |  |
|  |                  |                  |           | Irán  | 10          |             |  |       |             |             |  |
|  |                  |                  | Kuwait    | 2     |             |             |  |       |             |             |  |
|  | Kuwait (DP 6-5)  | 1                | Kuwait    | 2     |             |             |  |       |             |             |  |
|  | Kuwait (DP 6-5)  | 1                |           |       |             |             |  |       |             |             |  |
|  | Corea del Sur    | 1                |           |       |             |             |  |       |             |             |  |
|  | Corea del Sur    | 1                |           |       |             |             |  |       |             |             |  |
|  |                  |                  |           |       |             |             |  |       |             |             |  |

### Tercer lugar
| Equipo 1  | Resultado | Equipo 2 |
| --------- | --------- | -------- |
| Tailandia | 8-2       | Kuwait   |

## Campeón
| Campeonato Asiático de Futsal 2003 |
| --- |
| Irán 5º título |
| Vahid Shamsaei, Mohammad Hashemzadeh, Siamak Dadashi, Saeid Abdollahnejad, Mohammad Reza Heidarian, Reza Nasseri, Hamid Shandizi, Kazem Mohammadi, Mohsen Zareei, Ali Saneei, Ahmad Pariazar, Majid Raeisi, Hamid Neshatjoo, Hamid Reza Abrarinia |
| Entrenador: Mohammad Hassan Ansarifard |